# Авраменко, Василий Кириллович
Васи́лий Кири́ллович Авра́менко (укр. Василь Кирилович Авраменко; 10 (22) мая 1895, Стеблёв, Российская империя — 6 мая 1981, Нью-Йорк, США) — украинский танцовщик, хореограф, режиссёр, актёр и педагог народного танца.

## Биография
В 1913—1915 годах учился во Владивостоке.
В 1918 году окончил музыкально-драматическую школу имени Н. В. Лысенко в Киеве. Работал в театре Н. К. Садовского. В феврале 1921 года прибыл в лагерь пленных бойцов Украинской Галицкой армии в городе Калиш (Польша), где основал школу украинского танца. Уже в мае ансамбль выступал в лагерном театре, а в октябре — в других лагерях для интернированных. С танцевальным коллективом совершил турне по Галичине, Волыни, Холмщине. В 1922-1924 годах основал около 40 школ украинского танца во Львове, Луцке, Ровно, Кременце, Александрии, Междуречье, других городах Западной Украины, Холме (ныне Хелм, Польша) и в Подебрадах (Чехия). В это время Авраменко получил широкое признание как мастер украинского танца, создатель самобытных национальных ярких хореографических композиций.
С 1925 года в Канаде. Создал в городе Торонто школу русского танца. Работая в США и Канаде, развернул широкую творческую и педагогическую деятельность. Организовывал украинские школы, студии, ансамбли (в разное время в них обучалось около 6 тысяч человек). Триумфальными были гастроли ансамбля Авраменко вместе с хором Александра Кошица в 1930-х годах по американскому континенту. С большим успехом прошли выступления на всемирных выставках в Торонто (1926) и Чикаго (1933), в Вашингтоне (Белый дом, 1935) и других городах.
В 1936 году основал Украинскую кинокомпанию. Василий Авраменко вместе с Александром Кошицем снял фильмы-оперы «Наталка Полтавка», «Запорожец за Дунаем», «Маруся» и другие — первые украинские фильмы в Америке.
С 1945 года в США. Работал в основанной им школе русских танцев, которая осуществила многочисленные турне по США, Канаде, Бразилии, Аргентине, Великобритании и другим странам. Издал учебник «Украинские национальные танцы, музыка и строй» (1946). В Нью-Йорке создан фонд Авраменко.
Умер 6 мая 1981 года, был похоронен в Нью-Йорке, перезахоронен 4 мая 1993 года на родине, в городе Стеблёв.